# 春日公園 (春日市の町名)
春日公園（かすがこうえん）は、福岡県春日市にある地名。春日公園一丁目から八丁目までが設置されている。郵便番号は816-0811。2025年（令和7年）1月末日現在の人口は4,176人。なお、町名の由来となっている福岡県営春日公園は、当地域ではなく隣の原町に所在する。

## 概要
春日市の東部に位置し、北側は原町・春日原南町、東側は大野城市、南側は平田台、西側は春日と接する。

## 歴史
1889年（明治22年）の町村制施行により那珂郡春日村が成立。1896年（明治29年）4月1日の郡制施行により那珂郡は席田郡・御笠郡とともに筑紫郡となったため筑紫郡春日村となる。1953年（昭和28年）1月1日に春日村は町制施行し春日町となる。1972年（昭和47年）4月1日に春日町は市制施行し春日市となる。

### 町域の変遷
| 町名町界整理実施後       | 実施年月日         | 町名町界整理実施前 |
| ------------------------ | ------------------ | ------------------ |
| 春日公園一丁目から六丁目 | 1983年（昭和58年） | 大字春日の一部     |
| 春日公園七丁目から八丁目 | 1986年（昭和61年） | 大字春日の一部     |

## 施設
- 福岡南公共職業安定所（ハローワーク福岡南）
- 春日市立春日野小学校
- 春日市立春日野中学校
- 福岡県立春日高等学校
- 九州大学筑紫キャンパス
- 航空自衛隊春日基地

## 交通

### 道路
- 福岡県道580号那珂川大野城線

### 鉄道
駅は無いが以下の路線が通過している
- JR鹿児島本線

### バス
- 西鉄バス
- 春日市コミュニティバス「やよい」